# Copa do Zimbabwe de Futebol
A Cup of Zimbabwe é o principal torneio eliminatório do futebol masculino de Zimbábue. Ela é organizada pela Associação de Futebol do Zimbabwe.

## Campeões

### Mbada Diamonds Cup
- 2011: Dynamos 1–0 Motor Action[1]
- 2012: Dynamos 2–0 Monomotapa United[2]
- 2013: Highlanders 3–0 How Mine FC

### Chibuku Cup
- 2014: FC Platinum 1–1 (3–1 pen.) Harare City F.C.[3]